# Retrato de monseñor Della Casa
El Retrato de monseñor Della Casa (anteriormente considerado un retrato de Niccolò Ardinghelli) es una pintura al óleo sobre tabla (102 x 78,9 cm) de Jacopo Carrucci conocido como Pontormo, datado en 1540-1543 y conservado en la Galería Nacional de Arte de Washington.

## Historia
La obra, a principios del siglo XX, se encontraba en posesión del marqués Bargagli en Florencia, cuando fue puesto en venta en París en 1909 atribuido a Sebastiano del Piombo. Pasó por varios propietarios antes de ser adquirida por Alessandro Contini Bonacossi en 1922, que la revendió a la fundación Samuele H. Kress en 1952. En 1961 fue donada al museo de la capital estadounidense.

## Descripción y estilo
En el retratado se reconoce a Giovanni della Casa (1503-1556), autor del Galateo, cuya pose serena recordaría los principios de su escrito. La escena, ambientada en un sencillo interior, muestra al religioso a media figura, de pie, ataviado con una sotana azul que le cubre los hombros y el busto, mientras a la altura de la cintura emergen los brazos sosteniendo un libro contra el pecho (la izquierda) y el sombrero de sacerdote (la derecha). La mirada fija intensamente en el espectador y su constitución esbelta con una silueta alargada, resaltan la larga barba pelirroja. Algunas acentuaciones expresivas aumentan el efecto dinámico y comunicativo del retrato, como el alargamiento del cuello y la cabeza que casi alcanza el borde superior, el volumen de las mangas, la serena solemnidad de los gestos de manos y brazos.